# Real to reel (Starcastle)

Real to reel is het vierde studioalbum van de Amerikaanse rockband Starcastle opgenomen in beroemde Record Plant Studios in Sausalito, Californië.
Op dit vierde album heeft Starcastle de Yes-invloeden meer losgelaten. Het album klinkt wat harder, als een gewoon rockalbum. Het album was wellicht daardoor beter geschikt voor de Japanse markt. De Verenigde Staten en Europa lieten de band links liggen.
In 2007 komt pas een nieuw studioalbum uit.

## Bezetting
Zie artikel Starcastle.

## Tracks
1. Half a mind to leave Ya;
2. Whatcha gonna do (when it all comes down on you);
3. We did it;
4. Nobody's fool;
5. Song for Alaya;
6. So here we are;
7. She;
8. The stars are out tonight;
9. When the sun shines at midnight.